# Luyten 726-8

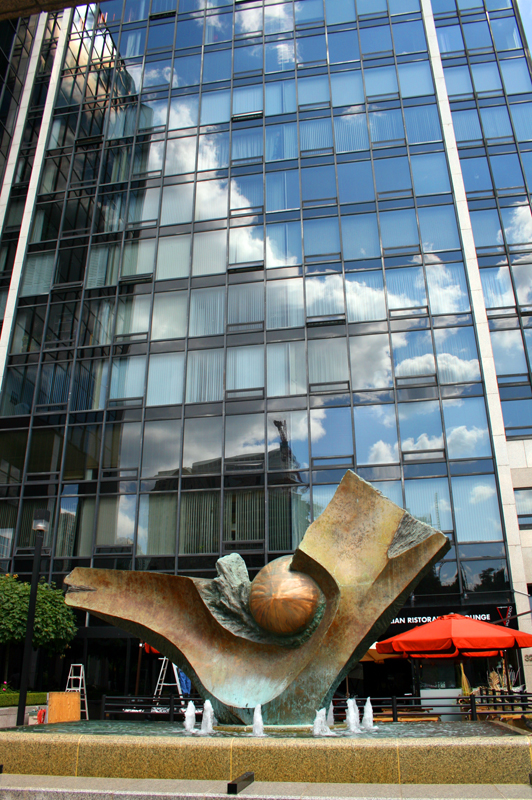
UV Ceti por Andrew Posa (1982).

Luyten 726-8 (também conhecido como Gliese 65) é um sistema de estrelas binárias que é um dos vizinhos mais próximos da Terra, a cerca de 8,7 anos-luz da Terra na constelação de Cetus. Luyten 726-8B é também conhecido sob a designação estrela variável UV Ceti, sendo o arquétipo para a classe de estrelas variáveis.

## Sistemas de estrelas binárias
O sistema de estrelas foi descoberto em 1948 por Willem Jacob Luyten no curso de elaboração de um catálogo de estrelas de grande movimento próprio ; notou sua excepcionalmente bom movimento de alta do arco anualmente 3,37 segundos e catalogado como Luyten 726-8. As duas estrelas de brilho quase iguais, com magnitude visual de 12,57 e 11,99, visto da Terra. Elas orbitam uma a outro a cada 26,5 anos. A distância entre as duas estrelas varia de 2,1-8,8 unidades astronômicas (310 a 1.320 Gm ). O Luyten 726-8 sistema é de aproximadamente 2,63 parsecs (8,58 ly ) a partir da Terra e do Sistema Solar , na constelação de Cetus , e é, portanto, uma das estrela mais próximas da Terra. Seu vizinho mais próximo é Tau Ceti.